# Varanopseidae
I varanopseidi (Varanopseidae) o varanopidi (Varanopidae) sono una famiglia di pelicosauri vissuti tra il Carbonifero superiore e il Permiano medio (305 – 270 milioni di anni fa). I loro resti sono stati rinvenuti in Nordamerica, Europa e Africa.

## Descrizione
Come dice il loro nome, questi animali avevano un aspetto generalmente simile a quello di varani o di grosse lucertole: il cranio, al contrario di quello della maggior parte dei pelicosauri, era relativamente lungo e basso. L'apertura temporale era ancora piuttosto piccola e ospitava dei muscoli boccali non troppo potenti. La dentatura, in ogni caso, richiamava quella degli altri pelicosauri carnivori, con denti simili a canini di lunghezza superiore ai restanti denti. Le zampe erano snelle e sottili, poste ai lati di un corpo che veniva tenuto quasi aderente al terreno. Sembra che i varanopseidi fossero i più primitivi tra tutti gli eupelicosauri, ovvero quei pelicosauri dai quali ebbe in seguito origine la linea evolutiva che portò ai mammiferi. Probabilmente i varanopseidi predavano piccoli animali come insetti, anfibi e rettili primitivi.

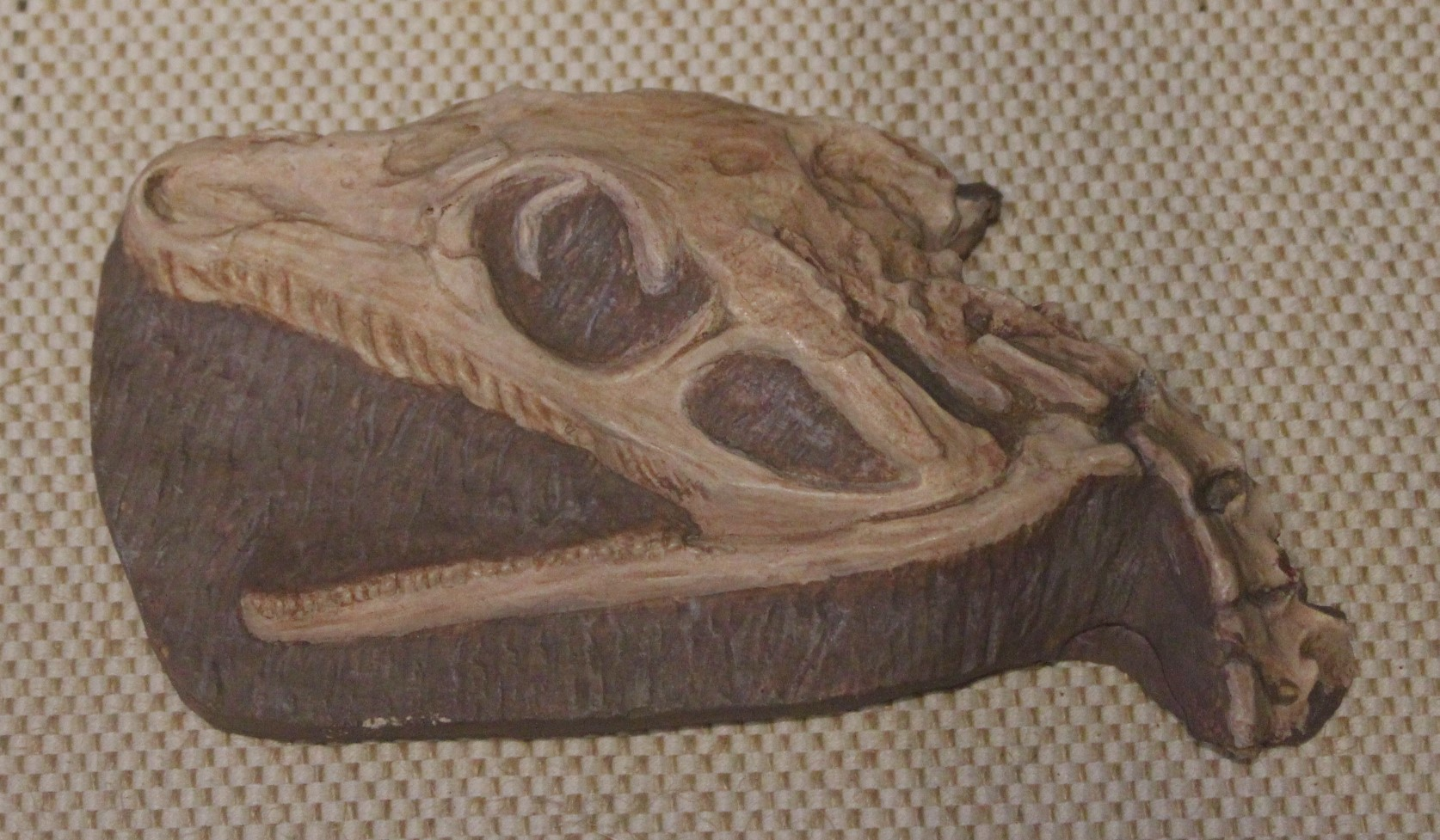
Calco del cranio di Aerosaurus

## Evoluzione
Il più antico varanopseide noto è Archaeovenator, del Carbonifero superiore, poco più grande di una lucertola. In seguito i varanopseidi aumentarono le dimensioni e anche la corporatura divenne più robusta: tra i generi più noti, da ricordare i nordamericani Aerosaurus, Mycterosaurus, Varanosaurus, Varanodon e Varanops. Il più grande varanopseide noto, Watongia, è anche uno degli ultimi, essendo vissuto nel Permiano medio. In Russia sono stati rinvenuti invece i resti di Mesenosaurus. Due forme sudafricane, Heleosaurus ed Elliotsmithia, sono conosciute in strati del Permiano medio. In Germania è noto Tambacarnifex.

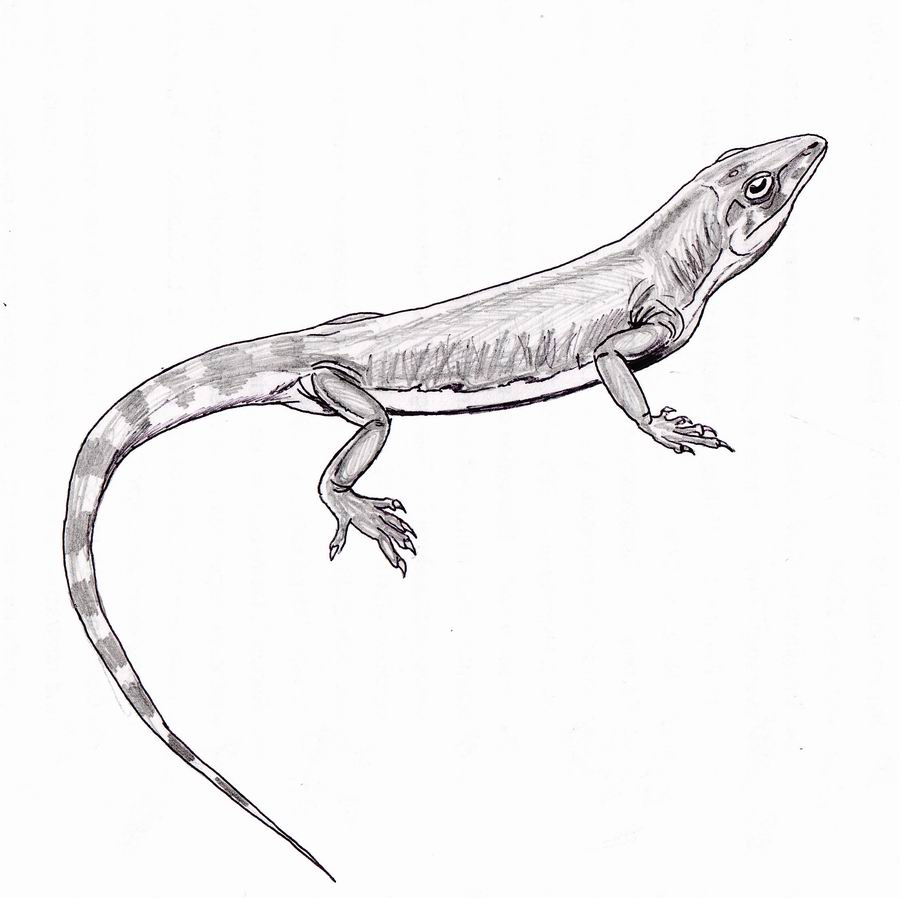
Ricostruzione di Archaeovenator

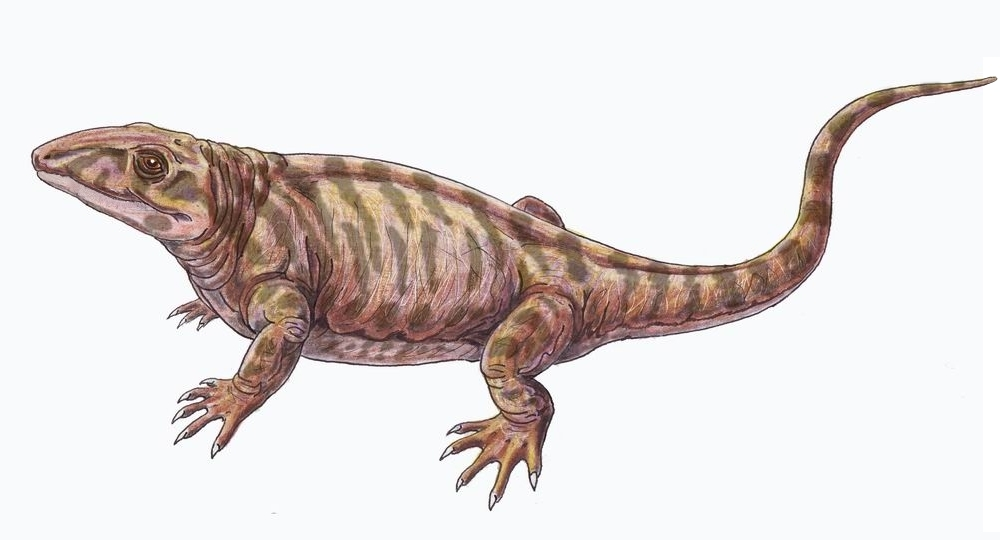
Ricostruzione di Varanops

Qui sotto è presentato un cladogramma della famiglia (Berman et al., 2013):
|  | Elliotsmithia                                                  |
|  |                                                                |
|  | \| \| Mycterosaurus \| \| \| \| \| \| Mesenosaurus \| \| \| \| |
|  |                                                                |
|  | Mycterosaurus                                                  |
|  |                                                                |
|  | Mesenosaurus                                                   |
|  |                                                                |

|  | Mycterosaurus |
|  |               |
|  | Mesenosaurus  |
|  |               |

|  | Elliotsmithia                                                  |
|  |                                                                |
|  | \| \| Mycterosaurus \| \| \| \| \| \| Mesenosaurus \| \| \| \| |
|  |                                                                |
|  | Mycterosaurus                                                  |
|  |                                                                |
|  | Mesenosaurus                                                   |
|  |                                                                |

|  | Mycterosaurus |
|  |               |
|  | Mesenosaurus  |
|  |               |

|  | Watongia  |
|  |           |
|  | Varanodon |
|  |           |

|  | Varanops      |
|  |               |
|  | Tambacarnifex |
|  |               |

|  | Watongia  |
|  |           |
|  | Varanodon |
|  |           |

|  | Varanops      |
|  |               |
|  | Tambacarnifex |
|  |               |

|  | Watongia  |
|  |           |
|  | Varanodon |
|  |           |

|  | Varanops      |
|  |               |
|  | Tambacarnifex |
|  |               |

|  | Watongia  |
|  |           |
|  | Varanodon |
|  |           |

|  | Varanops      |
|  |               |
|  | Tambacarnifex |
|  |               |

|  | Elliotsmithia                                                  |
|  |                                                                |
|  | \| \| Mycterosaurus \| \| \| \| \| \| Mesenosaurus \| \| \| \| |
|  |                                                                |
|  | Mycterosaurus                                                  |
|  |                                                                |
|  | Mesenosaurus                                                   |
|  |                                                                |

|  | Mycterosaurus |
|  |               |
|  | Mesenosaurus  |
|  |               |

|  | Elliotsmithia                                                  |
|  |                                                                |
|  | \| \| Mycterosaurus \| \| \| \| \| \| Mesenosaurus \| \| \| \| |
|  |                                                                |
|  | Mycterosaurus                                                  |
|  |                                                                |
|  | Mesenosaurus                                                   |
|  |                                                                |

|  | Mycterosaurus |
|  |               |
|  | Mesenosaurus  |
|  |               |

|  | Watongia  |
|  |           |
|  | Varanodon |
|  |           |

|  | Varanops      |
|  |               |
|  | Tambacarnifex |
|  |               |

|  | Watongia  |
|  |           |
|  | Varanodon |
|  |           |

|  | Varanops      |
|  |               |
|  | Tambacarnifex |
|  |               |

|  | Watongia  |
|  |           |
|  | Varanodon |
|  |           |

|  | Varanops      |
|  |               |
|  | Tambacarnifex |
|  |               |

|  | Watongia  |
|  |           |
|  | Varanodon |
|  |           |

|  | Varanops      |
|  |               |
|  | Tambacarnifex |
|  |               |

|  | Elliotsmithia                                                  |
|  |                                                                |
|  | \| \| Mycterosaurus \| \| \| \| \| \| Mesenosaurus \| \| \| \| |
|  |                                                                |
|  | Mycterosaurus                                                  |
|  |                                                                |
|  | Mesenosaurus                                                   |
|  |                                                                |

|  | Mycterosaurus |
|  |               |
|  | Mesenosaurus  |
|  |               |

|  | Elliotsmithia                                                  |
|  |                                                                |
|  | \| \| Mycterosaurus \| \| \| \| \| \| Mesenosaurus \| \| \| \| |
|  |                                                                |
|  | Mycterosaurus                                                  |
|  |                                                                |
|  | Mesenosaurus                                                   |
|  |                                                                |

|  | Mycterosaurus |
|  |               |
|  | Mesenosaurus  |
|  |               |

|  | Watongia  |
|  |           |
|  | Varanodon |
|  |           |

|  | Varanops      |
|  |               |
|  | Tambacarnifex |
|  |               |

|  | Watongia  |
|  |           |
|  | Varanodon |
|  |           |

|  | Varanops      |
|  |               |
|  | Tambacarnifex |
|  |               |

|  | Watongia  |
|  |           |
|  | Varanodon |
|  |           |

|  | Varanops      |
|  |               |
|  | Tambacarnifex |
|  |               |

|  | Watongia  |
|  |           |
|  | Varanodon |
|  |           |

|  | Varanops      |
|  |               |
|  | Tambacarnifex |
|  |               |

|  | Elliotsmithia                                                  |
|  |                                                                |
|  | \| \| Mycterosaurus \| \| \| \| \| \| Mesenosaurus \| \| \| \| |
|  |                                                                |
|  | Mycterosaurus                                                  |
|  |                                                                |
|  | Mesenosaurus                                                   |
|  |                                                                |

|  | Mycterosaurus |
|  |               |
|  | Mesenosaurus  |
|  |               |

|  | Elliotsmithia                                                  |
|  |                                                                |
|  | \| \| Mycterosaurus \| \| \| \| \| \| Mesenosaurus \| \| \| \| |
|  |                                                                |
|  | Mycterosaurus                                                  |
|  |                                                                |
|  | Mesenosaurus                                                   |
|  |                                                                |

|  | Mycterosaurus |
|  |               |
|  | Mesenosaurus  |
|  |               |

|  | Watongia  |
|  |           |
|  | Varanodon |
|  |           |

|  | Varanops      |
|  |               |
|  | Tambacarnifex |
|  |               |

|  | Watongia  |
|  |           |
|  | Varanodon |
|  |           |

|  | Varanops      |
|  |               |
|  | Tambacarnifex |
|  |               |

|  | Watongia  |
|  |           |
|  | Varanodon |
|  |           |

|  | Varanops      |
|  |               |
|  | Tambacarnifex |
|  |               |

|  | Watongia  |
|  |           |
|  | Varanodon |
|  |           |

|  | Varanops      |
|  |               |
|  | Tambacarnifex |
|  |               |

## Tassonomia
- Famiglia Varanopidae
  - Apsisaurus
  - Archaeovenator
  - Ascendonanus
  - Basicranodon ( = ? Mycterosaurus)
  - Pyozia
  - ? Thrausmosaurus (nomen dubium)
  - Varanosaurus ?
  - Sottofamiglia Mycterosaurinae
    - Cabarzia
    - Elliotsmithia
    - Heleosaurus
    - Mesenosaurus
    - Mycterosaurus

  - Sottofamiglia Varanopinae
    - Aerosaurus
    - Ruthiromia
    - Tambacarnifex
    - Varanodon
    - Varanops
    - Watongia

## Paleoecologia
I varanopseidi erano generalmente animali terrestri, le cui nicchie ecologiche variavano da quelle dei piccoli insettivori (la sottofamiglia dei Mycterosaurinae) ai predatori di medie dimensioni, simili ai varani (Varanopinae, o Varanodontinae). Alcuni varanopseidi, tuttavia, erano quasi sicuramente animali arboricoli (Ascendonanus) e altri ancora avevano sviluppato una morfologia adatta a correre sulle zampe posteriori (Cabarzia).